# Северное (Шербакульский район)
Северное — деревня в  Шербакульском районе Омской области России. Входит в состав Изюмовского сельского поселения. Население 305 чел. (2010), половина из них (50 %, 2002 г.) — казахи .

## История
В соответствии с Законом Омской области от 30 июля 2004 года № 548-ОЗ «О границах и статусе муниципальных образований Омской области» деревня вошла в состав образованного муниципального образования «Изюмовское сельское поселение». 

## География
Северное находится  в юго-западной части Омской области, в пределах Ишимской равнины, являющейся частью Западно-Сибирской равнины, вблизи урочищ Аткельтыр, Мукор .

## Население
| 2010 |
| ---- |
| 305  |

Гендерный состав
По данным Всероссийской переписи населения 2010 года в гендерной структуре населения из 305 человек мужчин — 146, женщин — 159 (47,9 и 52,1 % соответственно)
Национальный состав
Согласно результатам переписи 2002 года, в национальной структуре населения казахи составляли 50 %, русские 28 % от общей численности населения в 427 чел. .

## Инфраструктура
Личное подсобное хозяйство, животноводство. 

## Транспорт
Выезд на трассу 52К-12
Просёлочные дороги. 